# Steve Slagle

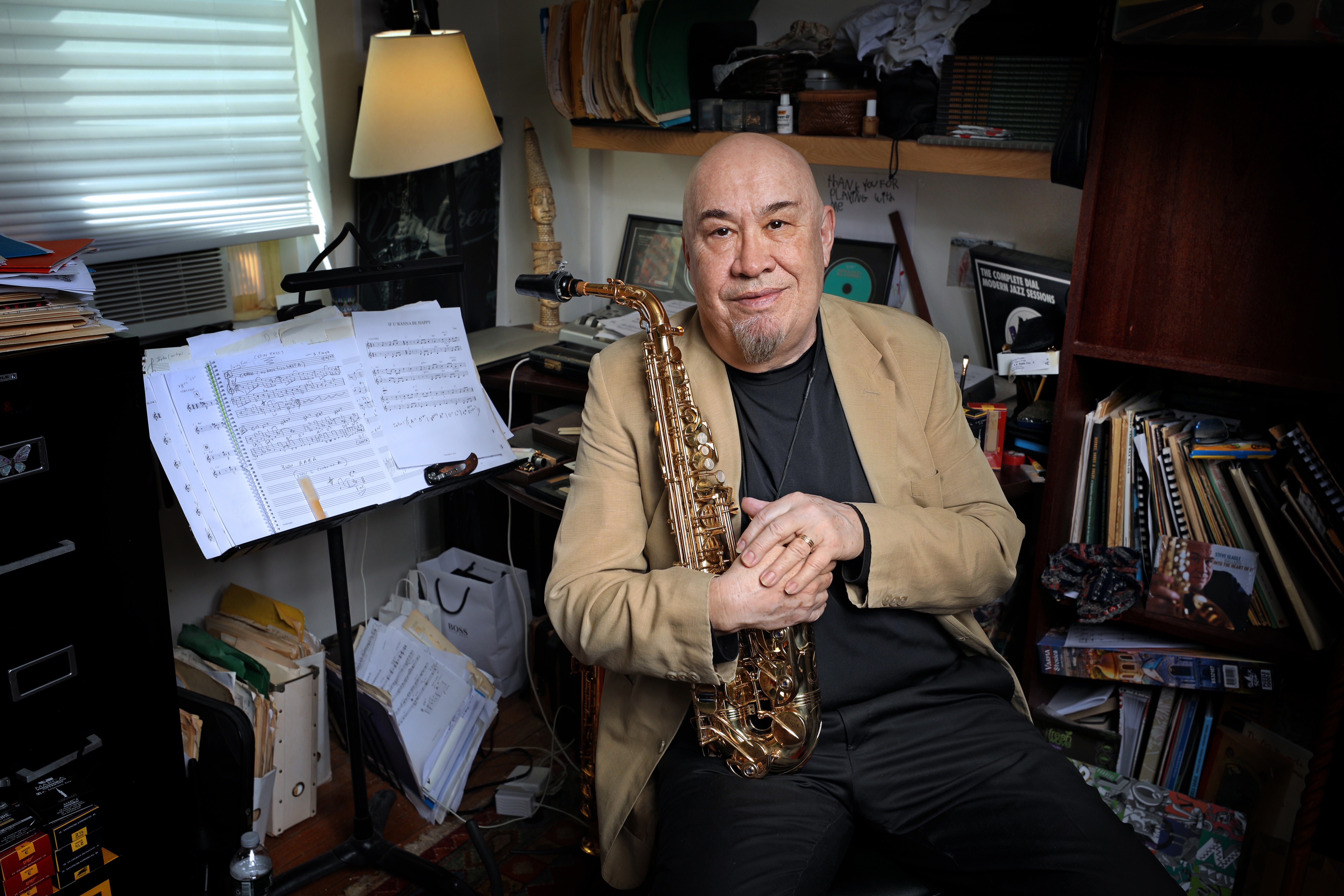
Steve Slagle, 2023

Steve Slagle (* 18. September 1951 in Los Angeles) ist ein US-amerikanischer Jazzmusiker (Saxophon, Flöte).

## Leben und Wirken
Slagle erhielt im Alter von 18 Jahren ein Stipendium für das Berklee College of Music in Boston, wo er mit Kommilitonen wie John Scofield, Harvie Swartz, Joey Baron und Joe Lovano spielte und in der Band von Stevie Wonder mitwirkte. 1976 ging er nach New York, wo er mit Bobby Paunetto (zu hören in „Little Rico's Theme“), Machito und dem Afro-Cuban Orchestra arbeitete und Auftritte mit Lionel Hampton, Woody Herman und Cab Calloway hatte.
1977 spielte er mit dem Steve Kuhn Quartet, mit dem er auch eine Europatournee unternahm. Nach Auftritten mit dem Organisten Jack McDuff wurde er 1981 Mitglied der Carla Bley Band; daneben trat er auch mit Charlie Hadens Liberation Music Orchestra auf.
Nach Aufnahmen mit Milton Nascimento in Rio de Janeiro wurde er musikalischer Leiter von Ray Barrettos Band und danach Arrangeur und Saxophonist der Mingus Big Band, mit der er zwei Grammy-nominierte Alben aufnahm. Danach war er Mitglied verschiedener Bands von Joe Lovano. Das hier entstandene Album 52nd Street Themes (Blue Note Records) wurde mit einem Grammy ausgezeichnet. Seit 1983 veröffentlichte Slagle eine Reihe von Alben als Bandleader; ab den 2000er-Jahren leitete er mit Dave Stryker The Stryker/Slagle Band. Des Weiteren arbeitete er mit Musikern wie Joe Lovano, Olivier Hutman, Bernardo Moreira und mit Gerald Cannon, in den Niederlanden 2007 mit dem Het Brabants Jazz Orkest/ und Paul van Kemenade. 2015 legte er mit Bill O’Connell das gemeinsame Album The Power of Two vor. 2017 nahm er unter eigenem Namen das Album Dedication auf, an dem u. a.mit Lawrence Fields, Dave Stryker, Scott Colley und Bill Stewart mitwirkten. Im Bereich des Jazz war er laut Tom Lord zwischen 1976 und 2021 an 79 Aufnahmesessions beteiligt. 2022 legte er das Album Ballads: Into the Heart of It vor.
Er unterrichtet an der Manhattan School of Music und betreibt das eigene Label Slagle Records.

## Diskographische Hinweise
- High Standard, 1983
- Rio Highlife mit Nico Assumpção, Luis Avellar, Carlos Gomes, Ricardo Silviera, 1986
- Smoke Signals mit Dave Stryker, Victor Lewis, Mark Soskin, Bill Stewart, Jay Anderson, Joe Lovano, 1989
- Mingus Big Band: Gunslinging Birds, 1994
- The Steve Slagle Quartet mit Tim Hagans, Scott Colley, Jeff Hirshfield, 1993
- Spread the Word mit Tim Hagans, Scott Colley, Jeff Hirshfield, 1995
- Reincarnation mit Kenny Drew Jr., Cameron Brown, Jeff Hirshfield, 1995
- Our Sound mit Bill Moring, Tony Reedus, Dave Stryker, 1995
- Alto Blue mit Ryan Kisor, Scott Colley, Gene Jackson, 1997
- Steve Slagle plays Monk mit Dave Stryker, Jay Anderson, Adam Nussbaum, 1997
- New New York mit Dave Stryker, Cameron Brown, Gene Jackson, Joe Lovano, Joe Locke, 2000, OmniTone
- The Stryker/Slagle Band mit Dave Stryker, Bill Moring, Tim Horner, 2001
- Live at the Jazz Standard mit Dave Stryker, Ed Howard, Victor Lewis, 2005
- Latest Outlook mit Dave Stryker, Jay Anderson, Billy Hart, 2007